# Полин Виардо

Полин Виардо (на френски: Pauline Viardot) е френска оперна певица, мецосопран, родена в семейство на испански музиканти. Известна е още под имената Полин Виардо-Гарсия и Полин Гарсия-Виардо. С прекрасния си глас и особено с впечатляващите си драматични изпълнения тя спечелва уважението и възхищението на много от композиторите на своето време – Михаил Глинка, Джакомо Майербер, Ектор Берлиоз, Рихард Вагнер, Шарл Гуно, Камий Сен-Санс, Йоханес Брамс. Някои от тях пишат роли за нея, други ѝ посвещават свои произведения. Има една от най-вълнуващите музикални кариери на своето време.

## Първи години
Родена е на 18 юли 1821 г. в Париж в семейство на оперни певци с пълното име Полин Микеле Фердинанд Гарсия. Родителите ѝ са испанци, а баща ѝ е знаменитият тенор, композитор и вокален педагог Мануел дел Популо Висенте Гарсия. За него Джоакино Росини написва партията на граф Алмавива в „Севилският бръснар“. Майка ѝ Хоакина също е оперна певица. По-малка сестра е на харизматичната Мария Малибран, чиято завладяваща личност, вокална техника, сценично присъствие, както и трагично ранната ѝ смърт, я превръщат в един от идолите на романтичното поколение на това време. Брат ѝ е баритонът Мануел Гарсия Младши, един от най-известните музикални преподаватели в Париж. Кръстници на малката Полин стават италианският композитор Фердинандо Паер и принцеса Прасковя Галицина, наричана още Полина, руска аристократка и водеща фигура във висшето общество. Две от имената на момичето са взети от първите имена на неговите кръстници.
Полин е с 13 години по-малка от сестра си Мария и е любимката на баща си. Той, който е много строг с Мария и брат ѝ Мануел, е особено мек с най-малката си дъщеря. Във връзка с кариерата на родителите по време на ранното детство на Полин, семейството пътува в Лондон, Ню Йорк и Мексико. В Ню Йорк бащата създава трупа, в която включва цялото си семейство плюс още няколко певци и певици. Подготвят се за постановката на операта на Гарсия „Дон Жуан“. Полин, която е само на 4 години научава наизуст цялото произведение, тъй като присъства на всички репетиции.
Скоро трупата омръзва на нюйоркчани и потегля за нови концерти към Мексико. Посещението им донася добри финансови успехи, докато във Веракрус не са нападнати и ограбени от бандити. Семейството загубва 6000 долара в злато, но всички остават живи и без никакви наранявания, само със спомените за изпитания страх. По-късно Полин често разказва за този случай. Завръщат се в Париж през 1829 г., но без Мария, която се е омъжила.
От 6-годишна възраст Полин владее испански, който се употребява в дома ѝ, френски, езика на нейната Родина и допълнително английски и италиански. В най-ранна възраст взима уроци по музика от баща си, който я подготвя за пианистка. Като дете, докато семейството е в Мексико, се обучава по пиано и при Маркос Вега, органист при катедралата в Мексико сити. По-късно взима запомнящи се уроци и от Ференц Лист, който става първата ѝ детска любов. Едновременно с това учи композиция, хармония и контрапункт с Антон Рейха и пеене с майка си. Рейха е учител на Лист и Ектор Берлиоз и близък приятел на Лудвиг ван Бетховен. Мечтата на момичето е да стане пианистка. До края на живота си тя остава един много талантлив изпълнител на пиано и често свири в дует със свои приятели като Фредерик Шопен, Клара Вик и Роберт Шуман.
През 1829 г. сестра ѝ Мария се запознава с бъдещия си съпруг, белгийския цигулар Шарл де Берио, с когото поддържа връзка. Тя не може да се омъжи за него, тъй като първият ѝ брак все още не е разтрогнат. Скоро забременява и семейството ѝ е възмутено и ужасено от предстоящ евентуален публичен скандал. Всичко това се отразява сериозно върху по-нататъшните морални възгледи на Полин.
Баща ѝ умира от белодробно възпаление през 1832 г., когато тя е само на 11 години и двете с майка си се преместват в дома на Мария и Шарл в Белгия.

## Начало на кариерата
Концертния си дебют като пианистка прави през 1836 г., на 15-годишна възраст в Брюксел със сестра си Мария и съпруга ѝ. Тя предизвиква сензация с изпълнените от нея каденца, наричани „каденца на дявола“, от композицията на Николо Паганини за цигулка „Дяволски трели“. На 27 август участва отново с двамата на концерт в Кралската музикална академия в Лил. Там свири на пианото в дует с цигулката на Шарл. Дуетът е композиран от самия него специално за общото им изпълнение.
През септември 1836 г. при нещастен случай в Манчестър, само на 28 години, умира сестра ѝ Мария Малибран. От този момент животът на момичето е много променен, като от нея вече се очаква да продължи семейните певчески традиции. Майката и Берио се опитват да променят насоките на обучението ѝ, като я насърчават да се концентрира върху пеенето. Полин е принудена да се откаже от амбициите и мечтата си да стане концертираща пианистка и да се опита да заеме мястото на починалата си сестра. Майка ѝ отново започва да ѝ преподава уроци по пеене, които стават неин приоритет. Полин е много музикална и талантлива, с голям капацитет за обучение, така че много бързо навлиза в спецификата на вокалните изпълнения. Заради голямото ѝ трудолюбие семейството ѝ я нарича „Мравчицата“.
През 1837 г. майката и Шарл решават, че е готова да се появи пред публика. Това става на 13 декември в Брюксел на един важен концерт, в който участва Берио и на който присъства кралското семейство. Концертът преминава успешно за нея, главно защото гласът ѝ донякъде наподобява този на Малибран. През пролетта на следващата година участва в нов концерт в Льовен, където младата певица впечатлява публиката и е посрещната с овации. Успехът ѝ е толкова категоричен, че семейството решава, че е време да се представи и зад граница.
Потенциално гласът на Полин има диапазон над три октави, но тя използва само две при изпълненията си. Във високите регистри не е така добра, както в средните и ниските. Затова успоредно с концертите тя полага много труд в упражненията си във високите тоналности, за да обработи гласа си. Постига диапазон от C3 до F6 и пее от контраалтови до сопранови партии.

## Първо турне
През април 1838 г. тримата тръгват на първото турне на младата певица. Тя дава концерти първо в Белгия – отново в Льовен, след това в Синт Тройден и Тонгерен. В Холандия пее в Маастрихт и Аахен, където е свирила преди две години пред пруския крал Фридрих Вилхелм III. Пристигат в Германия, където Шарл де Берио е много добре познат. Полин е посрещната с любопитство от публиката, като сестра на великата Малибран и роднина на един от най-добрите цигулари на времето си. Изнася много концерти в големи и малки градове и навсякъде бележи значителни успехи, а критиката в немската преса е много положителна. В Берлин изнася концерт пред пруския крал, където изпълнява арии от Хендел и Глук. Когато свършва е поздравена от оркестъра с удари от лъкове по пюпитрите. Това е начин на изразяване на особено уважение, каквото не всеки певец получава. След концерта кралят ѝ подарява смарагдова огърлица.
В Лайпциг се запознава с Феликс Менделсон Бартолди и с английския композитор Уилям Бенет (William Sterndale Bennett), който по-късно става директор на Филхармоничното дружество в Лондон и често работи с Полин. Следват концерти в Австрия, като се задържат по-дълго само в Залцбург.
През ранния септември заминават за Италия. Тук Полин посещава поредица от музеи, почти във всеки град, в който концертира и се запознава с живописта, скулптурата и архитектурата на страната. Изнася концерт в Падуа, където среща Лист и детското ѝ обожание и възхищение от него избухват отново. Но той има вече жена и две деца и моралът на Полин не ѝ позволява да задълбочи интереса си към него. Концертите ѝ в Италия са посрещнати с интерес, след което семейството се завръща в Брюксел.

## Париж
На 28 октомври 1838 г. Полин и майка ѝ заминават за Париж при Мануел Младши, а Шарл остава в Брюксел, където има професионални ангажименти. Настаняват се в апартамент на левия бряг на Сена. Тук се запознават с много музиканти, писатели, художници, между които е и Алфред дьо Мюсе. Когато поетът чува 17-годишната Полин, пише за гласа ѝ, че е „с вкус на горски плодове“. Според него Полин притежава тайната на великите творци и за да изрази някакви чувства, тя не слуша гласа, а сърцето си. Полин е поласкана от отношението му към нея, а той от своя страна проявява искрен професионален интерес към кариерата ѝ. Постепенно Мюсе става един от многото влюбени в нея почитатели. Гуно също изпитва голяма слабост към певицата.
На 15 декември 1838 г. Полин прави дебюта си в Париж в „Théâtre de la Renaissance“ с голям успех. По повод на този концерт Берлиоз обаче пише в пресата, че с изпълнението си тя е съсипала дуета от операта „Орфей и Евридика“ на Кристоф Глук. Той е възмутен от добавената от певицата орнаментика, което според него е недопустимо. Отбелязва, че гласът ѝ е много добър, но теситурата му е твърде ниска за партията на Евридика. Берлиоз бързо променя мнението си, след като на следващата година е представен на Полин и стават добри приятели. Под негово влияние тя започва да включва в концертите си още арии от опери на Глук. Постепенно той успява да промени доста стила ѝ. Мюсе пише често за нея в пресата и така увеличава популярността ѝ.
Чест гост в дома на семейството става Луи Виардо, дългогодишен приятел на брат ѝ Мануел и Жорж Санд, който помага на Мария Малибран да анулира първия си брак. Той е очарователен 38-годишен мъж, директор на парижкия „Театър италиен“. Полин харесва присъствието му, защото е внимателен, чувствителен и може да говори с него по теми, които я интересуват. Той е интелигентен и начетен човек с много качества и разнообразни интереси и занимания – адвокат, журналист, писател, преводач, изкуствовед, политически философ, специалист по испанска литература. Виардо е първият преводач на Сервантес на френски език. Като голям познавач на живописта притежава добра колекция от картини на старите майстори. Въпреки че е с 21 години по-възрастен от Полин, тя се чувства силно привлечена от него. При честите посещения на Мюсе и Виардо в дома на певицата между тях започва съперничество за сърцето на Полин. През януари следващата година Мюсе публикува поема, посветена на певицата. По-късно се оттегля от борбата за обичта ѝ.
Полин никога не става „втора Малибран“. Не е известна с красота като сестра си, гласът ѝ, въпреки че обхваща изключително широк диапазон, е по-подходящ за мецосопранови партии, отколкото за големите височини на сопрановите. Но публиката скоро разбира, че Полин притежава и нещо много важно – забележително драматично присъствие. Една от първите, които признават това е писателката Жорж Санд, която е в публиката при дебюта на Полин в Париж. По-късно стават добри приятелки и Жорж Санд е тази, която помага на Полин да отблъсне любовното внимание на Мюсе. Тя я запознава и с бъдещия ѝ съпруг Луи, за когото преценява, че би бил перфектният съпруг за младото момиче.

## Лондон
Когато в началото на 1839 г. Шарл де Берио пристига в Париж, той е посрещнат с новината, че Полин е поканена да направи лондонския си дебют в Кралския театър, център на оперния живот в Англия. Берио заминава с тях като импресарио на певицата. Тук Полин се представя с ролята на Дездемона от „Отело“ на Росини. Тя се чувства доста неуверена, защото публиката още пази възхищението си от Мария Малибран в тази роля и баща ѝ Мануел Гарсия като Отело. Представлението се провежда на 9 май в Лондон, където певицата си партнира с известния тенор Джовани Рубини, който пее партията на Отело, баритона Антонио Тамбурини в ролята на Яго и басът Луиджи Лаблаш. С първите двама пее още много пъти през дългата си кариера. След тази вечер на специалистите вече е ясно, че в лицето на Полин Гарсия изгрява нова оперна звезда. Полин не е красавица като сестра си, може даже да бъде определена като сравнително грозна, което не ѝ е спестено нито от пресата, нито от самата кралица. Но гласът и драматичните ѝ изпълнения са блестящи и магнетични.
В Лондон изпълнява още партиите на Анджолина в „Пепеляшка“ и Нинета в „Крадливата сврака“, и двете на Росини. Особено любима ѝ става ролята на Розина от „Севилският бръснар“. Всички постановки се изпълняват изцяло на италиански, поради което Полин е трябвало за кратко време да научи отново текстовете на този език. Талантът ѝ е забелязан, а виртуозната ѝ техника успява да прикрие недостатъците на гласа ѝ. Драматичните ѝ интерпретации правят силно впечатление.
В Лондон Полин се запознава с Джордж Байрон и става горещ негов почитател. Благодарение на покровителството на лейди Блесингтън тя често е канена в салоните на висшата аристокрация. Музикалният критик и летописец Хенри Чорли пише за едно от изпълненията ѝ при тези посещения, че тя е много по-велика на концертния подиум, отколкото на сцената. И че едно от най-красивите ѝ изпълнения е това на каденцата в дуета от операта „Танкред“ на Росини, което я нарежда по-високо от изпълненията както на сестра ѝ, така и на прочутото немско сопрано Хенриета Зонтаг. При пребиваването си в Англия, освен с работата си в операта, тя е ангажирана и с много концерти.

## Отново в Париж
На следващата година става примадона за сезона на Италианската опера в Париж, като се изявява главно в опери на Росини. Тук отново привлича вниманието на Берлиоз и пее в неговите опери „Троянци“ и „Беатриче и Бенедикт“.
През 1840 г. под влияние на Жорж Санд, която я е взела под крилото си, Полин се омъжва за Луи Виардо, към когото и без това храни нежни чувства. След брака им Полин продължава да концертира и пее на сцената, преподава и композира музика, а Виардо се заема с управлението на артистичната ѝ кариера. Двамата имат 4 музикално надарени деца, които по-късно стават професионални музиканти. Двойката обикаля Европа непрекъснато, като Луи акомпанира на концертите на жена си.
Домът на семейство Виардо става център на активен културен живот, на голям кръг от приятели и на интелектуалния и артистичен елит на Париж. Нейната подкрепа и приятелство вдъхновяват Ектор Берлиоз, Йоханес Брамс, Цезар Франк, Жул Масне, Джакомо Майербер и Камий Сен-Санс, които ѝ посвещават някои от композициите си. Други близки приятели, често посещаващи дома им, са Фредерик Шопен, Камий Коро, Гюстав Доре, Хайнрих Хайне, Ференц Лист, Хенри Джеймс, Жорж Санд и Клара Шуман. Тя е социална личност с голям авторитет и много влиятелни приятели. Поканата за един от нейните салони е голяма привилегия дори за короновани глави. Политическата ѝ позиция обаче, както и тази на съпруга ѝ, е чисто републиканска. Самата Полин има различни образи, тя е както огнена, така и забележително хладна и уравновесена, може да бъде изключително взискателна, но и много толерантна. Винаги обаче остава верен и щедър приятел.
Полин е чест гост в дома на Жорж Санд в Ноан-Вик, Франция, където Санд живее на семейни начала с Шопен. Когато през 1847 г. връзката им се разпада, тя е тази, която полага много безуспешни усилия да помири двете страни. Две години по-късно пее на погребението на Шопен мецосопрановото соло на „Tuba mirum“ от Моцарт. По-късно Жорж Санд написва два романа, вдъхновени от нея.
През 1849 г. певицата участва в премиерата на операта „Пророкът“ на Джакомо Майербер, където изпълнява партията на Фидес, която се превръща в една от нейните най-любими и често изпълнявани роли. Според някои източници композиторът също е влюбен в нея. В репертоара ѝ влиза и операта „Алцеста“ на Глук. През 1851 г. участва в премиерата на операта „Сафо“ от Шарл Гуно. Става и една от най-добрите изпълнителки на ролята на лейди Макбет от едноименната опера на Джузепе Верди. По-късно, през 1859 г., отново в Париж пее в преработената от Берлиоз опера на Глук „Орфей и Евридика“. Ролята ѝ на Евридика остава една от най-известните в нейната история. Пее за Рихард Вагнер само с един поглед върху партитурата на неговата „Тристан и Изолда“.

## Русия
Трупата, в която пее Виардо, е една от първите, които популяризират италианската опера в Русия. През зимните сезони на 1843 – 1846 г. и 1852 – 1853 г. Полин Виардо концертира с тази трупа в Санкт Петербург. Придружава я съпругът ѝ Луи, който е поел грижите за развитието на нейната кариера. С изпълнението си в ролята на Розина от „Севилският бръснар“ на Росини, както и на други партии на белкантото, спечелва сърцата на публиката. На концертите изпълнява и арии, песни и романси от Глинка, които я правят изключително популярна в руската столица. Дори понякога изпълнява и цели сцени от операта му „Живот за царя“. Проявява интерес и към романсите на Александър Даргомижки, друг талантлив руски композитор. На домашни и благотворителни концерти пее един от любимите си романси „Нет, только тот, кто знал...“.
Между големите ѝ почитатели се нарежда Фьодор Достоевски, който в повестта си „Бели нощи“ се възхищава от интерпретацията ѝ на ролята на Розина. От нея се възхищава дори писателят и литературен критик Висарион Белински, който даже не се интересува особено от музика.

## Виардо и Тургенев
Най-съдбовно в Русия е запознанството ѝ с писателя Иван Тургенев. Среща го на 22-годишна възраст по време на първото си турне в Русия през 1843 – 1844 г., когато той е на 25. Тургенев посещава всичките ѝ концерти през сезона, без да пропуска нито един, а Полин приема предложението му да ѝ преподава уроци по руски език. Това е началото на една страст, срещу която певицата се бори почти през целия си живот. Тургенев от своя страна е силно възхитен и влюбен в нея в продължение на много години. Следва я на турнетата ѝ из цяла Европа.
В крайна сметка ситуацията е разрешена по изключително неконвенционален начин – семейство Виардо заживява с Тургенев в нещо подобно на едно общо домакинство. Според някои автори дори едно от децата на Полин е от Иван Тургенев, но това по никакъв начин не е доказано. Факт е обаче, че той е силно привързан към всички деца на Полин и Луи. Независимо от това дали любовта им е била консумирана или не, за което има различни версии, съвместният им живот е много полезен в творческо отношение и за двамата. Тя го вдъхновява за създаването на едни от най-добрите му произведения и му разкрива величието и очарованието на френската, немската и италианска музика. Той от своя страна задълбочава интереса си към руската музика, за да я разкрие пред нея.
Полин преживява кратко взаимно увлечение с френския композитор Гуно, което бързо отминава. Това е отразено в разказа на Тургенев „Песента на триумфиращата любов“.
Отчасти благодарение на влиянието на Тургенев Полин показва голям интерес към руската музика и в крайна сметка се научава да чете и разбира руски език. Композира музика към стихове на Александър Пушкин, Михаил Лермонтов и на самия Тургенев, като ги превежда с негова помощ на френски и немски език. Три албума с такива нейни песни са публикувани в Русия през 1864, 1869 и 1871 г., главно за сметка на Тургенев. Те обаче са остро критикувани от Цезар Кюи, който по това време освен всичко друго, е и изтъкнат музикален критик. По време на редовните си посещения в Русия Тургенев ѝ пише многобройни писма, в които засяга и музикалните събития в родната му страна.
През април 1871 г. отново под влияние на Тургенев се запознава за първи път с музиката на Чайковски. Тогава в Петербург Елизавета Лавровская изпълнява негови песни на концерти от 16 до 28 март. След заминаването на Виардо за Лондон, Тургенев ѝ изпраща копие от албума с тези песни и Полин ги изпълнява на едно от своите редовни музикални матинета. Копие от нейния албум с интерпретации на тези песни е изпратено на Чайковски. Изпълнението ѝ на една от песните в албума, същата „Нет, только тот, кто знал...“ често предизвиква сълзи в очите на Тургенев и по-късно той отразява това в последния си публикуван разказ „Клара Милич“ („След смъртта“) през 1883 г.
През лятото на 1874 г. Тургенев изпраща на певицата увертюрата-фантазия на Чайковски „Ромео и Жулиета“. Чайковски има идея да организира концерт от свои произведения в Париж през март 1877 г. и се опитва да привлече Полин като един от изпълнителите. Концертът обаче не се състои, защото не са набрани необходимите средства. Тургенев често ѝ изпраща произведения на руски композитори, към които тя се отнася с особен интерес. През 1879 г. той пише своето „Стихотворение в проза“, в което се връща в годината, когато за първи път е срещнал Полин.

## Последни години
През 1863 г., на 42-годишна възраст, Полин Виардо се оттегля от сцената и се установява със съпруга, децата си и Тургенев в Баден-Баден в Германия, където става много търсен вокален педагог. Избират да живеят извън Франция, тъй като съпругът ѝ има проблеми от политически характер в Париж.
Въпреки честите си участия на сцената и многобройните си оперни турнета, Виардо има щастлив семеен живот. И четирите ѝ деца се посвещават на музиката. Дъщеря им Луиз Йерит Виардо (1841 – 1918) става композитор и преподавателка по пеене, а синът им Пол Виардо (1857 – 1941) е виден цигулар, диригент и композитор. Другите им две дъщери Клодѝ (1852 – 1914) и Мариан (1859 – 1919?) стават концертиращи певици.
През 1870 г. семейството се връща отново в Париж където, с изключение на един кратък престой в Лондон през 1871 г., остават до края на живота си. Полин рядко изнася рецитали и се посвещава на композирането на песни и опери, както и на преподавателска дейност. Нейни ученички са френското мецосопрано Дезире Арто̀, както и много руски певци, между които контраалта Елизавета Лавровская и сопраното Александра Панаева (Сандра), придобили по-късно голяма известност в Русия.
През 1883 г. последователно умират съпругът ѝ Луи Виардо и Тургенев – единият през май, другият – през август. Последните си години Тургенев отново прекарва в дома на семейство Виардо. След неговата смърт Полин продължава да се интересува от руската музика. Пази всички негови документи и ръкописи до края на живота си. През 1887 г. организира специален концерт в Париж, на който е изпълнена фантазията за пиано на източна тематика „Исламей“ от Милий Балакирев.
Полин Виардо умира на 18 май 1910 г. в Париж на 89-годишна възраст, заобиколена от любовта и уважението на интелектуалния елит на Франция.

## Оценки от известни личности и постижения
Оперната кариера на Виардо я води до най-големите оперни театри в Европа. През 1849 г. е избрана от Джакомо Майербер да изпълни ролята на Фидес в премиерата на операта му „Пророкът“. През 1859 г. Берлиоз преработва операта на Глук „Орфей и Евридика“ специално за нейния глас, на премиерата на която тя изпълнява главната роля. Тя изпълнява тази роля повече от 150 пъти през живота си. В нея достига висини в драматичното изкуство, които рядко се виждат на сцена. През 1862 г. Чарлз Дикенс нарича изпълнението ѝ в тази роля „най-невероятното изпълнение, пълно с възвишена актьорска игра“. Хайнрих Хайне е възхитен от младата Полин и я сравнява с пролетен славей. Берлиоз описва певицата като „един от най-великите художници в миналото и в настоящето в историята на музиката“. Нейните музикални изяви са аплодирани навсякъде по света. Кръгът от интелектуалци около нея и съпруга и Луи Виардо е един от най-изявените в Париж.
Полин Виардо е дълбоко уважавана от много от съвременните ѝ композитори. Чайковски говори за нея като за „една от най-видните фигури на френския музикален свят“. В едно писмо до снаха си пише: „Тя е толкова прекрасна и интересна жена, че съм изцяло запленен от нея, независимо от нейните седемдесет години.“
Роберт Шуман посвещава на Полин своя Op 24, през 1869 г. Брамс написва за нея рапсодията си „Alt-Rhapsodie“. През 1877 г. Камий Сен-Санс ѝ посвещава своята опера „Самсон и Далила“. Сприятелява се с Клара Шуман, Фредерик Шопен и Жорж Санд, с които става много близка. Тургенев и Жорж Санд пишат литературни произведения, в които тя е прототип на главната героиня. Под опеката на Шопен композира вокални вариации на редица негови мазурки, а тя на свой ред го учи на испанската музика, което го вдъхновява да напише едно болеро.
През 2003 г. в Лондон е издадена биографичната книга на Michael Steen – „Enchantress of Nations: Pauline Viardot, Soprano, Muse and Lover“.

## Творчество
Наред с кариерата си на певица, Полин Виардо е и талантлив композитор. През живота си написва над 100 песни по текстове на водещи поети, 5 опери, три от които са по либрета на Тургенев. Това са „Trop de femmes“ с либрето от Тургенев(1867), „L'ogre“, чието либрето е пак от него (1868), „Le conte de fées“ по собствено либрето (1879) и „Cendrillon“, също по собствено либрето(1904). През 1869 г. написва операта „Последният магьосник“ (Le dernier sorcier) отново по либрето на Тургенев. Една от тях – „Cendrillon“ е записана през 2000 г. от „Opera Rara“ в Лондон. Някои от песните ѝ се изпълняват в наше време от италианското сопрано Anna Caterina Antonacci и американката Frederica von Stade. Издаден е и диск с техните изпълнения. През 2006 г. двете певици заедно с баритона Владимир Чернов изнасят концерт с нейни песни в „Wigmore Hall“ в Лондон.
При създаването на песните си показва изключителен усет към текстовете им. Композира както във френски, така и в испански стил, включва елементи от испански танци, най-често болеро. В една от нейните най-красиви и известни песни „Haï Luli“, която се изпълнява оттогава, тя се обръща към френските романтични шансони. В нея се редуват простонародни мелодии с предимпресионистични музикални похвати и драматични промени в темпото. През 1890 г. написва композицията за глас и пиано „Сънят на Исус“ (Le Rêve de Jésus), където на всяка част от текста отговаря майсторски използвано пиано. Музиката преминава от нежна приспивна песен и шум от ангелски крила до заплашителен поход на римски войници.
През живота си композира 15 инструментални пиеси, различни камерни творби, много клавирни произведения и издава два тома с упражнения за цигулка. Повечето от нейните творби никога не са били официално представяни, но често се изпълняват на музикални вечери и частни театрални представления.
Полин Виардо публикува и един наръчник по пеене, който хвърля светлина върху практиката на вокалните изпълнения през 19 век. Издава подредени вокални версии върху мазурки на Шопен. Има и 80 непубликувани песни, които датират от ранните ѝ години като певица. Биографите ѝ обаче не обръщат внимание на дарбата ѝ да композира и се съсредоточават главно върху вокалните ѝ изпълнения. Въпреки хвалебствията, изказани по повод нейните творби от такива композитори като Лист, Шопен, Майербер и Берлиоз, те са пренебрегнати. А и тя не прави никакви усилия да ги популяризира. В наше време нейните произведения са почти забравени.

### Опери
- „Trop de femmes“ – по либрето на Иван Тургенев (1867)
- „L'ogre“ – по либрето на Тургенев (1868)
- „Le dernier sorcier“ – по либрето на Тургенев (1869)
- „Le conte de fées“ – по собствено либрето (1879)
- „Cendrillon“ – по собствено либрето (1904)

## Хорали
- „Бохемски хор“ (Choeur bohémien)
- „Хор на елфите“ (Choeur des elfes)
- „Хор на предачките“ (Choeur de fileuses)
- „Младата република“ (La Jeune République)

### Инструментална музика
- 2 балетни мелодии за пиано (1885)
- Défilé bohémien for piano 4 hands (1885)
- Интродукция и полонеза за пиано за 4 ръце (1874)
- Marche militaire for 2 flutes and piccolo, 2 oboes, 2 brass choirs (1868)
- Мазурка за пиано (1868)
- 6 пиеси за цигулка и пиано (1868)
- Втори руски албум за пиано (1874)
- Сонатина за цигулка и пиано (1874)
- Арменска сюита за пиано за 4 ръце